# Ишум
Ишум (аккад. i-šum, от формы мужского рода išātum — «огонь») — божество шумеро-аккадской мифологии. Известен прежде всего как ночной сторож, защищающий дома по ночам. Он был связан с подземным миром Иркаллой и огнём, хотя и не был богом огня. Ишум не был одним из главных богов, однако ему повсеместно поклонялись и его имя использовалось в теофорных именах. В двуязычных текстах старовавилонского периода божество ассоциировали с шумерским божеством Хендурсага. Супругу как первого, так и второго божества зовут Нинмуг.

## Функции
Ишум — доброе божество огня. Само название вероятно связано с аккадским словом «огонь», и когнаты имени божества можно найти во всех семитских языках.